# Karen Cliche
Karen Cliche (phát âm: /ˈkliːʃ/; sinh ngày 22 tháng 7 năm 1976) là một nữ diễn viên người Canada. Cô nổi danh thông qua những vai diễn trong loạt phim truyện truyền hình như Vampire High, Adventure Inc., Mutant X, Những tay kiếm cừ khôi (Young Blades) và Flash Gordon. Vào ngày 24 tháng 12 năm 2005, cô kết hôn với Brian Mellersh sau đó sinh đứa con gái đầu lòng vào tháng 01 năm 2010.
Karen Cliche đã thực sự tạo dấu ấn với bộ phim Những tay kiếm cừ khôi khi cô thủ vai cô gái trẻ Jacqueline Roget một "kiếm khách" ăn mặc giả trang thành đàn ông để tìm cách trả thù Giáo chủ độc ác Mazarin, cô đã chinh phục được cả nhiều khán giả khó tính với lối diễn xuất tinh tế.

## Các phim đã đóng
- Flash Gordon (2007) - Baylin
- The Business (2006) - Scarlet Saint-James
- Runaway (2006) - Erin Baxter
- Những tay kiếm cừ khôi - Jacqueline Roget/Jacques LePonte
- Mutant X (2003–2004) - Lexa Pierce
- Adventure Inc. (2002–2003) - Mackenzie Previn
- MTV's Undressed (2002) - Marissa
- Big Wolf on Campus - (1999, 2002) Công chúa Tristan Kim
- Galidor - Lind
- Summer (2002) - Stefanie LeDuc
- Protection (2001) - Savannah
- Heist - Alex aka Vol, Le
- Stiletto Dance (2001) - Tamara
- All Souls (2001) - Gabby Maine
- Largo Winch: The Heir (2001) - Danielle Dessaultels
- Vampire High (2001) - Essie Rachimova
- Wrong Number (2001) - Karla Mackay
- Dorian (2001) - Christine
- Tunnel (2000) - Người phụ nữ trên chuyến tàu
- Race Against Time (2000) - Irina
- The Collectors (1999) - Kate
- Dr. Jekyll and Mr. Hyde (1999) - Muriel
- Misguided Angels (1999) - Marsha
- The Two Mr. Kissels (2008) - Pris
- Flirting with Danger (2006) - Ellen Antonelli
- I Do (But I Don't) - Darla Tedanski
- Saw VI (2009) - Shelby
- Riders (2002) - Alex